# 普萊維登斯 (阿肯色州)
普羅維登斯（英語：Providence）是位於美國阿肯色州懷特縣的一個非建制地區。該地的面積和人口皆未知。

## 地理
普羅維登斯的座標為35°22′13″N 91°40′34″W / 35.37028°N 91.67611°W，而該地的平均海拔高度為154米（即505英尺）。